# CALS/EC
CALS/EC（キャルス/イーシー）とはContinuous Acquisition and Life-cycle Support / Electronic Commerceの略で、CALSは「継続的な調達とライフサイクルの支援」、ECは「電子商取引」と日本語訳される。全体の概念としては、情報の電子化と共有により製品のライフサイクルの色々な局面でコスト削減・生産性の向上を図ることである。
日本の国土交通省ではCALS/ECを「公共事業支援統合情報システム」の略称と定義している。

## CALSの名称
CALSはアメリカ合衆国から世界へ発信された概念でありIT革命と共に適用拡大されたため、定義は一概ではない。
1985年 Computer Aided Logistics Support
- かつて、CALSはアメリカ国防総省で利用する兵器の生産性や品質の向上といった兵站 （Logistics）目的でアメリカ国防総省における「コンピュータによる軍事の後方支援」の意味であり、コンピュータが普及すると見込まれ紙媒体から電子媒体による民間利用目的で提唱された。

1987年 Computer aided Acquisition and Logistic Support
- 略称名は変わらず適用が拡大され、設計（CAD）、製造（CAM）、技術者（CAE）の支援とした電子データ交換（EDI）による自動化に加えて電子商取引（EC）的な概念が取り入れられる。電子商取引が発展途上で確立していないこともありLogistic （兵站）を残したまま調達とした商業的な運用場所を示唆する意味合いを持つ（後のｅ-business等）。
- IT革命時期でありアメリカ国防総省と民間企業による成果と紹介され世界の産業界で取組みが行われた。日本では電子協（現電子情報技術産業協会）を初め、産業界へのアプローチが成される。
- CALS紹介の工夫が見られ「米国戦闘機1機に関する技術マニュアルを印刷すると、戦闘機より紙媒体が重い」といった紹介方法が主流であった。背景的にIT革命ではペーパーレス化にならず逆に紙媒体が大量消費され、報告書等の膨大な文書情報「数十kgの紙爆弾」を減らすためと言われた。[要出典]

1993年 Continuous Acquisition and Life-cycle Support
- コンピュータと軍用語が取り除かれ、設計、製造、保守といったライフサイクル全般にわたる情報提供支援に成る。民間企業では独自技術で自動化が行われており、主に国際標準としての取扱いが推進される。
- 第三世代CALSと呼ばれた全盛期であり、現電子情報技術産業協会を主体として推奨され、概念が広く浸透する。

1994年 Commerce At Light Speed
- 一般用CALS促進のため「高速（光速）の商取引」の意味を持たせた。主導権がアメリカを離れた後に名付けられ、産業用の名称「Continuous Acquisition and Life-cycle Support」と併用した取扱いとなる。
- 日本ではNCALS（Nippon CALS Research Partnership、生産・調達・運用支援統合情報システム技術研究組合、日本名の略称：CALS技術研究組合）やJECALS（Japan EC/CALS Organization、企業間電子商取引推進機構、ISOと連係を取った標準化組織）により推進される。
- 多様な技術を包括するべく適用拡大したCALSが限界に達していた。
- 湾岸戦争終結後、「ピンポイント攻撃」などの新兵器投入成果を、CALSを応用したIT技術と格付けられ、紹介方法として「イージス艦に全技術マニュアルを紙媒体で搭載すると喫水が下がる」と重量を換算した工夫がある。

1995年 Chaos At Light Speed
- 概念の適用拡大によって、市場に不整合でノイズのような情報が撒き散らされ、大混乱と大損害を受けると英国のCALS団体が指摘した。この問題を皮肉ってつけられた名前がカオスである。[1]
- 日本ではほとんど使用されない名称。

1990年代 建設CALS
- CALSの利用場所を公共事業に移したが、設計・工事の分離発注及び使用材料のメーカーを特定できない業務形態であり、有効な電子データ交換が不可能に近いため電子納品、電子入札システムから策定が始まる。
- 建設CALS導入にあたって情報基盤整備事業が開始され、標準化をベースに、B列からA列への紙寸法等の規格統一、地方自治体レベルまで全職員へのパソコン導入を初めさまざまな事業が実施された。

## 日本での展開
- 現在の国土交通省が建設省時代に土木・建築工事など、公共事業におけるCALSを特に建設CALSと名付けた。その後、運輸省と統合され国土交通省となったとき、運輸省で進められていた空港・港湾CALSと一体化し、CALS/ECと改められた。
  - CALS/ECは大きく分けて電子納品・電子入札等からなり、国、地方自治体により「各種基準案」が発表されているが、発注先により細かく内容が異なる。尤も、大筋では国土交通省の基準に準拠している自治体も多い。
- 電子入札に関しては、国土交通省だけでなく他の官庁や自治体でも、公共調達として電子入札システムを導入している所がある。
- 総務省では電子自治体として、自治体内の窓口機能などの統合情報化を進めており、CALS/ECとの情報連携等が課題となると考えられる。